# William F. Haddock
William F. Haddock (27 de noviembre de 1877 – 30 de junio de 1969) fue un director cinematográfico de nacionalidad estadounidense, uno de los primeros de la época del cine mudo. 

## Biografía
Su nombre completo era William Frederick Haddock, y nació en Portsmouth, Nuevo Hampshire. Dirigió en 1909 su primer film, The Boots He Couldn't Lose, para Edison Studios. Su siguiente cinta, rodada en 1911, fue The Immortal Alamo, la primera versión cinematográfica conocida de la Batalla de El Álamo, protagonizada por Francis Ford, y que actualmente se considera un film perdido, al igual que otros muchos trabajos de Haddock. Muchas de sus producciones de esos años eran cortos del género western protagonizados por intérpretes poco conocidos. Fue apodado Silent Bill.
Haddock a menudo colaboró con el actor Lamar Johnstone, trabajando juntos por vez primera en la cinta de 1913 Hearts and Crosses, en la cual también actuaba Lucille Young. Ese mismo año él se casó con Rosa Koch. En total, desde 1909 a 1919 Haddock dirigió veinticuatro películas, la última de ellas The Carter Case, protagonizada por Herbert Rawlinson, Marguerite Marsh, y Ethel Grey Terry. Tras la misma, Haddock dejó el mundo del cine, asentándose en Nueva York. 
Poco se sabe de su vida a partir de ese momento, excepto que en 1961 interpretó a un viejo en la película de Arthur Penn The Miracle Worker. William F. Haddock falleció en 1969 en Nueva York, Estados Unidos.

## Filmografía[2]

### Director
| - The Boots He Couldn't Lose (1909) - Casey's Jumping Toothache (1909) - Cyclone Pete's Matrimony - Branding a Thief - The Newly Born - The Seal of the Church - The Debt Repaid - Speed Versus Death - A Race for a Bride - The Paleface Princess - The Padre's Secret - Love's C. Q. D. - White Doe's Lovers - The Stranded Actor - The Ruling Passion (1910) - The Little Preacher - The Golden Secret - A Postal Substitute - A Woman in the Case - Mrs. Bargainday's Baby - Return of Ta-Wa-Wa - Her Winning Way (1910) - The Romance of Circle Ranch - Won in the Fifth - The Birthday Cigars - Generous Customers - A Mountain Wife (1910) - His Sergeant's Stripes (1910) - The Cowboys and the Bachelor Girls (1910) - Pals (1910) - What Great Bear Learned (1910) - Old Norris' Gal (1910) - A Western Welcome (1910) - In the Tall Grass Country (1910) - The Crimson Scars (1911) - The Owner of L.L. Ranch (1911) - Changing Cooks (1911) - How Mary Met the Cowpunchers (1911) - Tony, the Greaser (1911) - Billy and His Pal (1911) - Only a Sister (1911) - My Prairie Flower (1911) - In the Hot Lands (1911) - The Snake in the Grass (1911) - The 'Schoolmarm' of Coyote County (1911) - Sir Percy and the Punchers (1911) | - The Warrant for Red Rube (1911) - Her Faithful Heart (1911) - Jack Mason's Last Deal (1911) - An Unwilling Cowboy (1911) - The Reformation of Jack Robbins (1911) - Mary's Strategem (1911) - The Spring Round-Up (1911) - The Redemption of Rawhide (1911) - The Immortal Alamo (1911) Dos fotogramas de la película The Immortal Alamo. - In Time for Press (1911) - Her Spoiled Boy (1911) - When the Tables Turned (1911) - The Kiss of Mary Jane (1911) - The Honor of the Flag (1911) - In the Right of Way (1911) - Bessie's Ride (1911) - The Haunted House (1911) - Married in Haste (1913) - Hearts and Crosses (1913) - All on Account of an Egg (1913) - He Could Not Lose Her (1913) - That Boy from the East (1913) - Greasepaint Indians (1913) - A Pawnee Romance (1913) - Why Aunt Jane Never Married (1913) - The Terrible Outlaw (1913) - Soldiers of Fortune (1914) - The Banker's Daughter (1914) - The Education of Mr. Pipp (1914) - A Trade Secret (1915) - The Unsuspected Isles (1915) - His Lordship's Dilemma (1915) - Sunshine and Tempest (1915) - The Devil's Darling (1915) - The Ace of Death (1915) - As a Woman Sows (1916) - I Accuse (1916) - The Girl Who Didn't Think (1917) - The Carter Case codirigida con Donald MacKenzie (1919) |

### Actor
- Timothy's Quest, de Sidney Olcott (1922)
- The Mad Dancer, de Burton L. King (1925)
- Sunrise at Campobello, de Vincent J. Donehue (1960)
- The Miracle Worker, de Arthur Penn (1962)

### Productor
- I Accuse, de William F. Haddock (1916)

### Ayudante de dirección
- Paid in Full, de Augustus E. Thomas (1914)